# 田中美奈子 (モデル)
田中 美奈子（たなか みなこ、1983年9月7日 - ）はファッションモデル。
石川県出身。サトルジャパン所属。2017年結婚

## 概要
石川県在住のときはアドバンス社所属。上京して現在に至る。

## 出演

### 雑誌
- HERS
- Grazia
- GRACE
- 25ans
- Tarzan
- eclat
- BAILA
- With

### CM
- 塩野義製薬「セデス・ハイ」オール媒体
- AEON「セレブレートスーツ」
- サントリー「ザ・プレミアムモルツ　ハミング篇」
- イオン「FLEECE BIZ」
- 興和「コルゲンコーワ　鼻炎ソフトミニカプセル」

### 広告
- NEC「BIGLOBE スマーティア」スチールオール・web
- 資生堂プロフェッショナル「ストレートパーマ剤」
- カネボウ「TWANY」
- JAL「JAL SHOP」
- AVON（ファッション部門）年間契約
- ワコール「PARFAGE」
- 三井不動産「アウトレットパーク」
- ユニクロ
- トリンプアンダーウェアー「ソルフェージュ」春夏
- 花王「ソフィーナ」
- 花王「est」
- 明治記念館

### ショー・イベント
- COACH
- LEONARD
- Piere cardin
- LOEWE
- SWAROVSKI
- KRIZIA
- KOSHINO HIROKO
- LOUIS VUITTON
- CELINE
- St.John
- ESCADA
- VERSACE
- JUN ASHIDA
- KOJI ATELIER
- LANVIN
- KENZO